# Nicole Natalino
Nicole Natalino (Las Condes, Santiago, 5 de março de 1989) é uma cantora e intérprete pop chilena, integrante da banda Kudai, onde permaneceu entre 1999 e 2006. Após um longo tempo sem cantar, regressou em 2008 trazendo ao público belas músicas solo. Em 2016 retornou ao Kudai, que voltou com sua formação original após 7 anos separados.

## Discografia
- Ciao, el poder des los niños (1999)
- Vuelo (2004)
- Sobrevive (2006)
- Eternidad (2008)[2]
- Labirinto (2019)
- Revuelo (2021)